# Avortement en Andorre
L'avortement en Andorre est illégal. Depuis juin 2023, c'est le seul État européen avec le Vatican à interdire totalement l'avortement, y compris en cas d'inceste, de viol, d'anomalie grave du fœtus ou de danger pour la vie de la mère. L'avortement y est puni de six mois de prison pour la femme, et de trois ans de prison ainsi que cinq ans d'interdiction d'exercer la médecine pour la personne qui réalise l'interruption de grossesse. Le fait de donner des informations à une patiente ou de la diriger vers l'étranger constitue également un délit. 
Joan-Enric Vives, archevêque espagnol et coprince d'Andorre avec le président français, est contre l'avortement et affirme qu'il abdiquerait si l'interruption volontaire de grossesse était dépénalisée dans le pays. 
Le 29 septembre 2018 a lieu la première manifestation du pays demandant la dépénalisation de l'avortement, qui rassemble une quarantaine de personnes dans la capitale Andorre-la-Vieille. Environ 120 femmes d'Andorre partent chaque année avorter à l'étranger.